# Manaure (La Guajira)
Manaure è un comune della Colombia facente parte del dipartimento di La Guajira.
Il centro abitato venne fondato nel 1723, mentre l'istituzione del comune è del 1973.